# 8mm (映画)
『8mm』（はちミリ、原題: 8mm）は、1999年のアメリカの犯罪スリラー映画。

## 概要
ジョエル・シュマッカー監督、アンドリュー・ケヴィン・ウォーカー脚本によるドイツとアメリカの合作映画で、ニコラス・ケイジがスナッフ映画の世界に潜入する私立探偵。ホアキン・フェニックス、ジェームズ・ガンドルフィーニ、ピーター・ストーメア、アンソニー・ヒールドが脇役として出演している。
2005年には続編の『8mm II』がキャストを変え、ビデオ映画として作られた。

## あらすじ
私立探偵のトム・ウェルズは、裕福な未亡人であるクリスティアン夫人の顧問弁護士、ダニエル・ロングデールから連絡を受ける。夫人とロングデールが、夫人の夫の金庫を整理していた際、少女を殺害する様子を録画したように見える8ミリ映画を見つけたものの、夫人はそれが本物かどうかを知りたがっていた。ウェルズは、ロングデールと夫人から、映像をいかなる形でも複製せず、秘密裏に調査するよう指示を受ける。
行方不明者の資料を見た結果、ウェルズは少女がマリー・アン・マシューズであることを発見し、北カロリーナに住む母親のジャネットを訪ねる。彼女はウェルズに自宅を調べることを許し、ウェルズは、ハリウッドに行き映画女優になると書かれている、マリー・アンの日記を見つける。ジャネットは娘に何があったのか知りたがる。
ハリウッドで、成人向けビデオ販売店の店員のマックス・カリフォルニアの手助けで、ウェルズは性的倒錯者の裏世界への調査に入る。ウェルズは、殺人映像が実在するのか、あるいは映像の関係者がいるかどうかを見つけようとしていた。ウェルズは殺人映像市場が実在する証拠は見つけられなかった。出演者を探し出すエディ・プールとの接触の結果、ウェルズとマックスは、残虐ポルノ映画の監督であるディノ・ヴェルヴェットへ到達する。ヴェルヴェットの作品は、しばしば、「マシン」と呼ばれる、仮面を付けた男が女性に残酷な仕打ちや拷問を行う様子を撮っていた。その男は、クリスティアン氏の殺人映像に登場する人物に似ていた。更に証拠を得るため、ウェルズは、ヴェルヴェットが監督し、「マシン」が出演するBDSM映画の制作の依頼を希望する客を装う。ヴェルヴェットは承諾し、ニューヨークでの撮影を提案する。
撮影は罠だった。ロングデールとプールが現れ、ウェルズに銃を向ける。映像は本物だったことが明らかになる。クリスティアン氏はロングデールに殺人映像を入手するように依頼し、それが無理だったので、ロングデールはヴェルヴェットとプールに頼んで作らせたのだった。ヴェルヴェットと「マシン」は、ウェルズに、唯一残っていた映像であるフィルムを持ってこさせるために拉致してきたマックスを叩きのめす。ロングデールとウェルズがウェルズの車にフィルムを取りに行きながら、ロングデールは、ウェルズがここまで真相に迫るとは思っておらず、ただクリスティアン夫人の調査をやり過ごしたかっただけだと話す。ウェルズがフィルムを届けると、ロングデールとヴェルヴェットはフィルムを燃やし、マックスを殺す。彼らがウェルズを殺そうとした時、ウェルズはクリスティアン氏が100万ドルを映像の為に支払ったと言う。ヴェルヴェット、プール、「マシン」は、5万ドルしか受け取っておらず、ロングデールが大半を手に入れていた。争いが起こり、ヴェルヴェットとロングデールは殺された。ウェルズは「マシン」を負傷させ、逃げた。
ウェルズはクリスティアン夫人に彼が解明したことを伝え、警察に伝えるよう説得する。夫人の邸宅に着くと、ウェルズは、夫人が知らせを聞いた後、自殺したことを知らされた。夫人は、マリー・アンの家族とウェルズに封筒を残していた。ウェルズの封筒には依頼料の残額と、「私達を忘れてほしい」と書かれた書きつけが入っていた。ウェルズは妻に危険が迫っていると警告し、彼らしか知らない場所に隠れるように言い、依頼料の半分を渡す。
ウェルズは、マリー・アンへの正義のため、残りの関係者を殺すことを決める。ウェルズはハリウッドに戻り、プールを追いつめる。ウェルズはプールを撮影現場へ連れて行き、彼を殺そうとするがためらう。ウェルズはマシューズ夫人に電話し、彼女の娘に何があったかを伝え、犯人達に罰を与える許可を求める。夫人は一度は真実を告げられることを止めるが、娘を愛していることを認める。それを受けて、ウェルズは拳銃でプールが死ぬまで殴り、彼の死体と彼の車から持ってきたポルノ商品を燃やす。そしてウェルズは自宅にいた「マシン」を襲う。ウェルズは彼に仮面を取らせると、ジョージという名の眼鏡の男であることが明らかになる。彼らは格闘し、ウェルズは「マシン」を殺す。
家族の元へ戻ると、ウェルズは、この調査を通して彼が見た全ての凶悪なものを乗り越えようとして、妻の前で崩れ落ちる。数ヶ月後、ウェルズはマシューズ夫人からの手紙を受け取る。手紙には、彼への感謝と、不幸な出来事にも関わらず、彼女とウェルズがマリー・アンを気遣った唯一の人間であることへの謝意が書かれていた。

## キャスト
| 役名                     | 俳優                         | 日本語吹替 |
| ------------------------ | ---------------------------- | ---------- |
| トム・ウェルズ           | ニコラス・ケイジ             | 江原正士   |
| マックス・カリフォルニア | ホアキン・フェニックス       | 平田広明   |
| エディ・プール           | ジェームズ・ガンドルフィーニ | 後藤哲夫   |
| ディーノ・ベルベット     | ピーター・ストーメア         | 若本規夫   |
| ダニエル・ロングデール   | アンソニー・ヒールド         | 佐古正人   |
| ジョージ・ヒギンズ       | クリス・バウアー             | 伊藤和晃   |
| エイミー・ウェルズ       | キャサリン・キーナー         | 塩田朋子   |
| メリー・アン・マシューズ | ジェニー・パウエル           |            |
| ジャネット・マシューズ   | エイミー・モートン           |            |
| ウォーレン・アンダーソン | ノーマン・リーダス           | 河野智之   |

- その他の声の吹き替え：石井隆夫／北條文栄／島美弥子／河野智之／瀬畑奈津子／彩木香里／小林さやか／遠藤純一

## 音楽
マイケル・ダナが作曲、サウンドトラックは1999年2月23日にリリースされた。さらに、サウンドトラックには収録されていないが、エイフェックス・ツインの曲「Come to Daddy」が映画の複数の場面で使用されている。

## 評価
レビュー・アグリゲーターのRotten Tomatoesでは84件のレビューで支持率は23%、平均点は4.30/10となった。Metacriticでは20件のレビューを基に加重平均値が19/100となった。